# (474103) 2016 LH13
(474103) 2016 LH13 es un asteroide perteneciente al cinturón de asteroides, descubierto el 1 de abril de 2008 por el equipo del Mount Lemmon Survey desde el Observatorio del Monte Lemmon, Arizona, Estados Unidos.

## Designación y nombre
Designado provisionalmente como 2016 LH13.

## Características orbitales
2016 LH13 está situado a una distancia media del Sol de 2,446 ua, pudiendo alejarse hasta 2,740 ua y acercarse hasta 2,152 ua. Su excentricidad es 0,120 y la inclinación orbital 5,441 grados. Emplea 1397 días en completar una órbita alrededor del Sol.

## Características físicas
La magnitud absoluta de 2016 LH13 es 17,881.